# Luftwaffenmusikkorps Erfurt
Das Luftwaffenmusikkorps Erfurt ist ein Musikkorps der Bundeswehr und wurde im April 1991 in Erfurt aufgestellt. Im Zuge der Neuausrichtung der Bundeswehr ist es mit den übrigen 13 Musikkorps der Bundeswehr dem Zentrum Militärmusik der Bundeswehr in Bonn unterstellt worden.

## Aufgabe
Das Einsatzgebiet der rund 60 Musiker erstreckt sich über die Bundesländer Thüringen, Sachsen, Sachsen-Anhalt, Brandenburg und das nördliche Bayern. Zum Aufgabenspektrum gehören Einsätze im Rahmen von Truppenzeremoniellen wie Gelöbnissen, Kommandoübergaben, Ständchen und Aufführungen des Großen Zapfenstreichs. Darüber hinaus sind zahlreiche Konzerte und die Mitwirkung bei Festakten innerhalb und außerhalb der Bundeswehr fester Bestandteil der Dienstpläne.

## Geschichte
Hervorgegangen aus dem Musikkorps der Landstreitkräfte Erfurt und dem Stabsmusikkorps der Landstreitkräfte der Nationalen Volksarmee wurde das Luftwaffenmusikkorps Erfurt im April 1991 als Heeresmusikkorps 70 in Erfurt aufgestellt und am 1. Juli 1994 in Heeresmusikkorps 13 umbenannt; von Oktober 2001 bis Ende März 2015, trat es als Wehrbereichsmusikkorps III auf. Ab dem 1. April 2015 führt es die Bezeichnung Luftwaffenmusikkorps Erfurt. Der Fortbestand des Musikkorps war lange Zeit ungewiss. Erst am 30. Juli 2014 gab Verteidigungsministerin Ursula von der Leyen in der nordthüringischen Garnisonstadt Sondershausen bekannt, dass das Musikkorps in Erfurt erhalten bleibt und die zu 2017 geplante Auflösung nicht weiter verfolgt wird.

## Leitung
- 1991 bis 1993 Hauptmann Georg Nitzsche
- 1993 bis 2006 Oberstleutnant Bernd Männel
- 2006 bis 2007 Hauptmann Christian Prchal
- 2007 bis 2015 Oberstleutnant Roland Kahle
- 2015 bis 2018 Oberstleutnant Burkard Zenglein
- seit 1. Juli 2018 Oberstleutnant Tobias Wunderle

## Besetzungen
- sinfonisches Blasorchester
- Egerländer-Besetzung
- Blechbläserquintett
- Saxophonquartett
- Klarinettenquartett
- Holzbläser-Trio
- Combo-Besetzung
- Tubaquartett